# Чавлеишвили, Эка
Екатерина «Эка» Чавлеишвили (груз. ეკატერინე ჩავლეიშვილი; род. 3 октября 1970, Батуми) — грузинская актриса театра и кино. В 2023 году исполнила главную роль в фильме «Дрозд дрозд ежевика», за которую получила «Сердце Сараева» лучшей актрисе и номинирована на Премию Европейской киноакадемии лучшей актрисе.

## Биография
Родилась 23 октября 1970 года.
В 1994 году окончила Тбилисский театральный институт имени Ш. Руставели. Её учителем был Андро Енукидзе.
С 1995 года — актриса Батумского драматического театра.
Снялась в фильмах «Парад» („აღლუმი“, 2018) Нино Жвания, «Смерть Отара» („ოთარის სიკვდილი“, 2021) Иосеба «Сосо» Блиадзе, который получил приз критиков Европы и Средиземноморья Fedeora на кинофестивале в Карловых Варах. Снялась в фильме «Мокрый песок» (სველი ქვიშა, 2021) Элене Навериани, премьера которого состоялась на кинофестивале в Локарно. Сыграла мать главной героини (Таки Мумладзе) в фильме «Собственная комната» (ჩემი ოთახი, 2022) Сосо Блиадзе, который показан в Карловых Варах.
Снялась в третьем сезоне сериала «Искусственное дыхание», вышедшем в 2023 году.
Исполнила главную роль в фильме «Дрозд, дрозд, ежевика» (შაშვი, შაშვი, მაყვალი, 2023) Элене Навериани — экранизации романа Тамты Мелашвили, получившего Премию «Саба» за лучший роман 2021 года. В августе фильм получил «Сердце Сараева» за лучший художественный фильм на Сараевском кинофестивале. За роль Этеро Эка Чавлеишвили также получила «Сердце Сараева» лучшей актрисе и номинирована на Премию Европейской киноакадемии лучшей актрисе. В ноябре Эка Чавлеишвили награждена за лучшее исполнение на кинофестивале в Белфасте и на 33-м фестивале восточноевропейского кино в Котбусе.